# Pohronská Polhora
Pohronská Polhora (bis 1948 slowakisch nur „Polhora“; ungarisch Erdőköz – bis 1886 Zólyompolhora) ist eine Gemeinde in der Mitte der Slowakei mit 1678 Einwohnern (Stand 31. Dezember 2024), die zum Okres Brezno, einem Kreis des Banskobystrický kraj gehört und zur traditionellen Landschaft Horehronie gezählt wird.

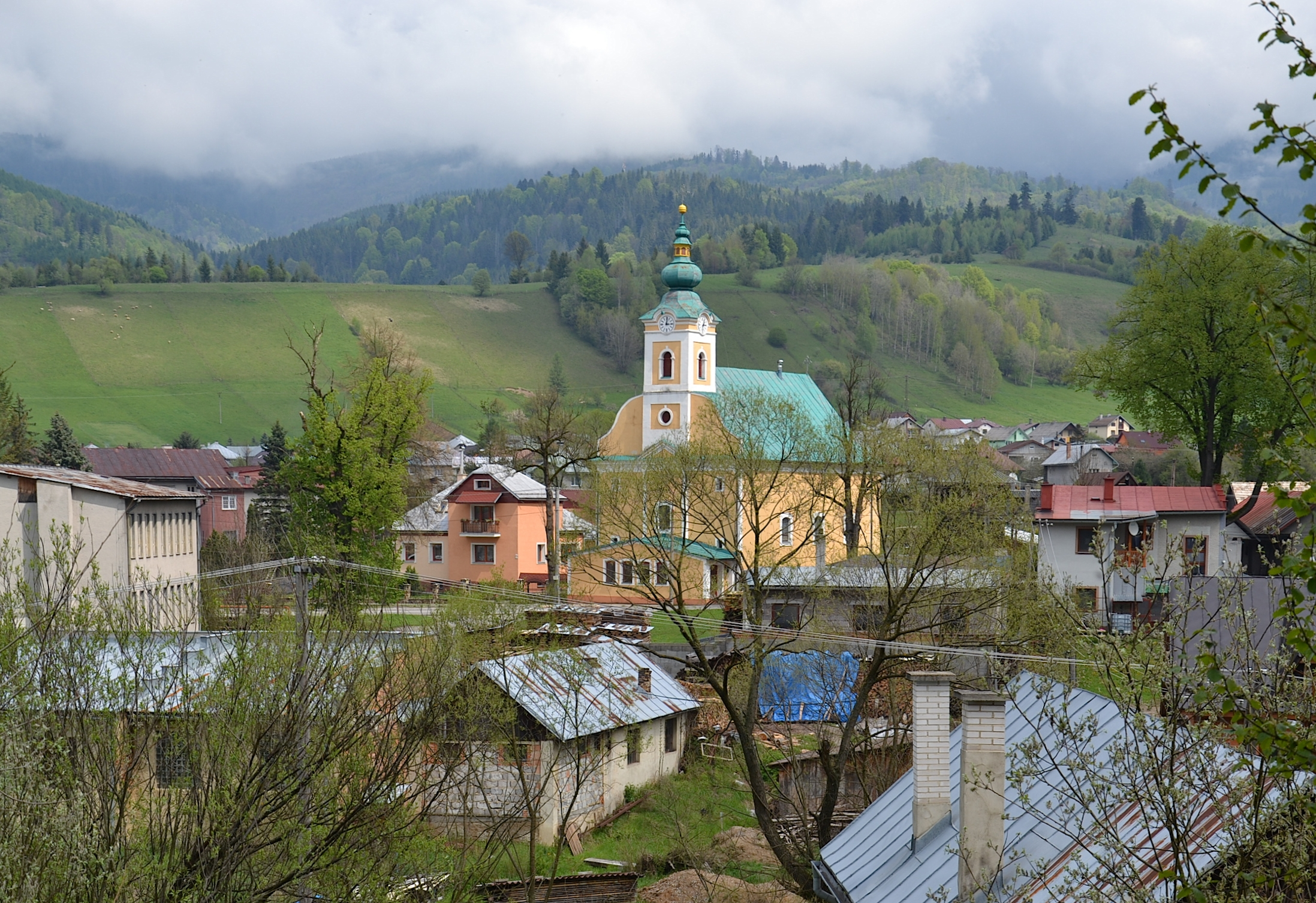
Erzengel-Michael-Kirche

## Geographie
Die Gemeinde befindet sich am Rande des Gebirges Veporské vrchy (Teil des Slowakischen Erzgebirges) am Bach Rohožná. Weiter talaufwärts führt die Straße auf den Pass Zbojská (725 m n.m.), und der höchste Berg ist die Fabova hoľa (1439 m n.m.) im Nationalpark Muránska planina. Das Ortszentrum liegt auf einer Höhe von 618 m n.m. und ist 13 Kilometer von Brezno sowie 17 Kilometer von Tisovec entfernt.

## Geschichte
Der Ort wurde im Jahre 1786 gegründet, vorher lag hier nur eine 1726 erbaute Gaststätte. Häufige Räuberüberfälle auf der Straße zwischen Brezno und Tisovec forderten eine Siedlung im bisher menschenleeren Gebiet. Die ersten Einwohner waren Ansiedler aus elf Dörfern im Komitat Arwa. Neben der Überwachung der Straße waren aber auch wirtschaftliche Gründe maßgebend: In der Gegend gab es viele Eisenerzbergwerke, die den örtlichen Hochöfen das Material lieferten. Große Wälder waren für Herstellung von Holzkohle geeignet, das für Eisenherstellung notwendig war. Im Nachbarort Michalová wurde 1792 ein Hochofen eröffnet, der bis 1877 in Betrieb war, jedoch in den letzten Jahren nicht mehr dem neuen Eisenwerk in Podbrezová konkurrenzfähig war.
Nach dem Untergang der Hochöfen wurde deren Rolle durch Sägen ersetzt: 1880 wurde im Ort eine Dampfsäge eröffnet, 1890 eine weitere in der Gemarkung Kubická, neben anderen Einnahmequellen wie Land- und Forstwirtschaft. Ende des 19. Jahrhunderts wurde durch den Ort die Bahnstrecke Podbrezová–Tisovec erbaut, die weiter talaufwärts aufgrund großer Steigung mit einem Zahnradsystem ausgestattet ist.
Bis 1918 gehörte der im Komitat Sohl liegende Ort zum Königreich Ungarn und kam danach zur Tschechoslowakei bzw. heute Slowakei. 1942 brannten 158 Häuser im Dorf nach einem Brand nieder; danach verließen 42 Familien den Ort und wurden in der heutigen Gemeinde Nová Polhora, in einem Großbauernhof bei Ploské bei Košice angesiedelt.

## Bevölkerung
| Jahr                | 1994 | 2004    | 2014    | 2024    |
| ------------------- | ---- | ------- | ------- | ------- |
| Anzahl der Personen | 1592 | 1707    | 1768    | 1678    |
| Unterschied         |      | +7,22 % | +3,57 % | −5,09 % |

| Jahr                | 2023 | 2024    |
| ------------------- | ---- | ------- |
| Anzahl der Personen | 1689 | 1678    |
| Unterschied         |      | −0,65 % |

Ergebnisse nach der Volkszählung 2001 (1718 Einwohner):
| Nach Ethnie: - 93,02 % Slowaken - 6,17 % Roma - 0,29 % Tschechen - 0,17 % Magyaren - 0,17 % Ukrainer | Nach Konfession: - 93,89 % römisch-katholisch - 2,74 % konfessionslos - 2,15 % keine Angabe - 0,87 % evangelisch |

## Sehenswürdigkeiten
- römisch-katholische Kirche im klassizistischen Stil aus dem Jahr 1808
- Glockenturm aus dem Jahr 1843
- Friedhof mit Gusskreuzen

## Verkehr
Pohronská Polhora ist über die Staatsstraße 72 (Brezno–Rimavská Sobota) sowie über die Bahnstrecke Podbrezová–Tisovec (Bahnhof Pohronská Polhora) zu erreichen.